# Deutscher Sprachpurismus
Unter deutschem Sprachpurismus (auch: Sprachreinigung) versteht man Bestrebungen, die deutsche Sprache von Fremd- und Lehnwörtern zu reinigen, indem man diese durch passende oder passend erscheinende deutsche Wörter ersetzt oder neue deutsche Wörter bildet.
In Deutschland trifft die Bezeichnung Sprachpurismus laut Peter von Polenz eher für die sprachpflegerischen Bemühungen im 17. und 18. Jahrhundert zu, die nicht nur zwischensprachlich gegen Fremdwörter gerichtet, sondern auch innersprachlich ausgeprägt waren.
Der Hintergrund war, dass es vor der französischen Revolution (1789 bis 1799) im Adel üblich war, Französisch zu sprechen und das aufkommende Bürgertum und Intellektuelle diese Noblesse nachahmten.
Die Bemühungen innerhalb der langen Tradition von Sprachpflegevereinen hatten in der Regel neben der Liebe zur deutschen Muttersprache im 19. und Anfang des 20. Jahrhunderts auch eine mehr oder weniger national ausgeprägte Haltung als Hintergrund.

## Barock und Aufklärung

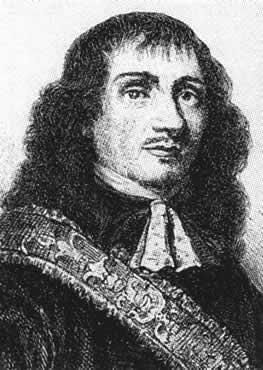
Philipp von Zesen

Die erste deutsche Sprachgesellschaft, die Fremdwörtern entgegenwirken wollte, war die Fruchtbringende Gesellschaft, die 1617 gegründet wurde. Es folgten weitere Sprachgesellschaften mit ähnlichen Zielen.
Pointiert zusammengefasst wurde die sprachliche Situation in der populären satirischen Flugschrift Teutscher Michel (um 1638):
Ich teutscher Michel /

Versteh schier nichel,

In meinem Vatterland /

Es ist ein schand.

Man thuet jetz reden /

Als wie die Schweden /

In meinem Vatterland /

Es ist ein schand.

Ein jeder Schneyder /

Will jetzund leyder

Der Sprach erfahren sein /

Vnd redt Latein:

Welsch vnd Frantzösisch /

Halb Japonesisch /

Wann er ist voll und doll /

Der grobe Knoll.

…

Ihr fromme Teutschen /

Man solt euch beutschen /

Daß jhr die Muettersprach

So wenig acht.

Ihr liebe Herren /

Das heißt nit mehren /

Die Sprach verkehren /

Zerstöhren.
In der Folge kam es immer wieder zu Eindeutschungen insbesondere lateinischer und französischer Begriffe.
Vom Schriftsteller Philipp von Zesen (1619–1689) stammen Begriffe wie „Abstand“ (für Distanz), „Bücherei“ (für Bibliothek oder Liberey), „Augenblick“ (für Moment), „Leidenschaft“ (für Passion), „Entwurf“ (für Projekt), „Anschrift“ (für Adresse), „Briefwechsel“ (für Korrespondenz), „Lustspiel“ (für Komödie), „Mundart“ (für Dialekt), „Rechtschreibung“ (für Orthographie), „Tagebuch“ (für Journal) oder „Verfasser“ (für Autor). Erfolglos blieben dagegen Wortschöpfungen wie „Zeugemutter“ (für Natur), „Entgliederer“ (für Anatom), „Jungfernzwinger“ (für Nonnenkloster), „Meuchelpuffer“ (für Pistole), die Zesen den Spott seiner Zeitgenossen eintrugen.

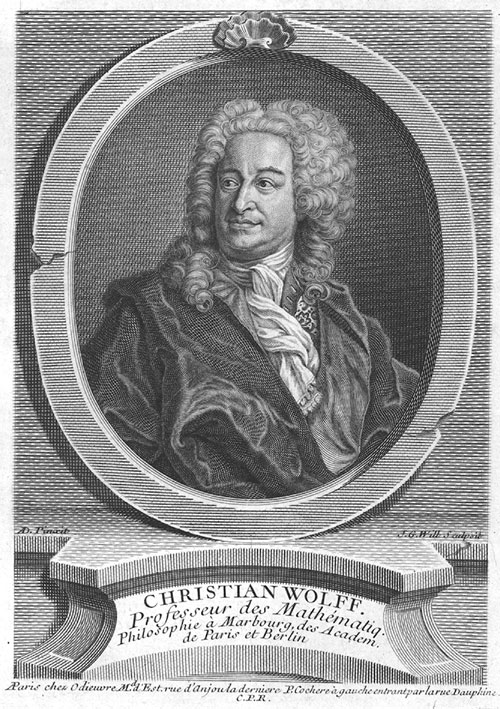
Christian Wolff

Der Philosoph Christian Wolff (1679–1754) legte durch die Eindeutschung lateinischer Fachbegriffe die Grundlage für den Aufschwung der deutschen Philosophie im 18. Jahrhundert („Grundlage“ ist eine Bildung Wolffs für lat. fundamentum).

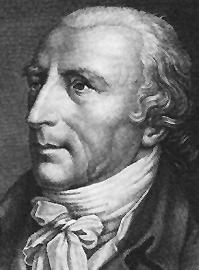
Joachim Heinrich Campe

Auf den Schriftsteller, Pädagogen und Verleger Joachim Heinrich Campe (1746–1818) gehen Wörter wie „Altertum“ (für Antike), „Erdgeschoss“ (für Parterre), „tatsächlich“, „Feingefühl“ (sowohl für Delikatesse, als auch für Takt), „Hochschule“ (für Universität), „Stelldichein“ (für Rendezvous), „Schreckensherrschaft“ (für Terrorismus), „Zerrbild“ (für Karikatur), „Mannweib“ (für Amazone) oder „Randbemerkung“ (für Marginalie) zurück. Auch für grammatikalische Begriffe schuf Campe deutsche Bezeichnungen, zum Beispiel „Einzahl“, „Mehrzahl“, „Nachsilbe“, „Schaltsatz“ oder „Verhältniswort“. Andere von Campes Vorschlägen konnten sich dagegen nicht durchsetzen, etwa „Geistesanbau“ (für Kultur), „Zwischenstille“ (Pause), „Dörrleiche“ (Mumie), „Polsterbett“ (Sofa), „Kunsthöhle“ (Grotte), „Schalksernst“ (Ironie) oder „Zwangsgläubige“ (Katholiken).
Ob es sich bei dem berühmten „Gesichtserker“ für „Nase“ je um einen ernstgemeinten Vorschlag oder vielmehr um eine Satire auf den Sprachpurismus gehandelt hat, ist unklar.
In vielen Fällen existieren heute sowohl der ursprüngliche als auch der puristische Begriff parallel weiter (wie das bereits erwähnte Paar „Fundament“/„Grundlage“), wobei es gegebenenfalls Bedeutungsunterschiede, Unterschiede in der regionalen Verbreitung und Nutzung (manche Begriffe gelten als regional oder veraltet) oder andere Unterschiede geben kann.
Kritik erfuhr der Sprachpurismus auch von Johann Wolfgang von Goethe, der sich dafür aussprach, Fremdwörter nicht zu verpönen, sondern produktiv aufzunehmen:

Xenien (Goethe/Schiller), 152. Der Purist.
Sinnreich bist du, die Sprache von fremden Wörtern zu säubern,
Nun so sage doch, Freund, wie man Pedant uns verdeutscht.
Gleichzeitig ließ er verlauten: Die Muttersprache zugleich reinigen und bereichern, ist das Geschäft der besten Köpfe, und sprach sich somit dafür aus, der Sprache unbrauchbare Wörter zu nehmen und ebenso nützliche Wörter – auch aus anderen Sprachen – hinzuzufügen.

## 19. Jahrhundert
Der Germanist Hermann von Pfister-Schwaighusen (1836–1916) schlug 1875 die Verwendung des Begriffs „völkisch“ anstelle von „national“ vor.
1885 wurde der Allgemeine Deutsche Sprachverein gegründet. Der Generalpostdirektor Heinrich von Stephan fand Verdeutschungen für die Fachwörter der Sprache der Post, die bisher alle französisch waren. Beispiele dafür sind „postlagernd“ für poste restante oder „Anschrift“ für Adresse. Von Stephans Bildungen wurden teilweise nur im offiziellen Sprachgebrauch der Post verwendet, in der Alltagssprache blieb es bei den französischen Fremdwörtern, so etwa frankieren statt ‚freimachen‘ oder Telefon statt „Fernsprecher“.
Als Stephans Pendant bei der Eisenbahn kann der Ingenieur Otto Sarrazin gelten. Er engagierte sich beim Allgemeinen Deutschen Sprachverein und veröffentlichte 1886 ein Verdeutschungswörterbuch. Bei der Bahn schlug er zum Beispiel die Begriffe „Abteil“ (statt Coupé), „Bahnsteig“ (statt Perron), „Fahrkarte“ (statt Billet) und „Rückfahrkarte“ (statt Retourbillet) vor. Im Rahmen der zeitgenössisch nationalistischen Politik traf er dabei auf staatliche Unterstützung, und die Eisenbahn verordnete die Verwendung der „deutschen“ Begriffe.
Als ein lächerliches Beispiel für Sprachpurismus aus dieser Zeit wird gelegentlich das Wortgebilde „Zerknalltreibling“ angeführt, das (angeblich) den Ausdruck Explosionsmotor ersetzen sollte.

## Zeit des Nationalsozialismus
Während der NS-Zeit lebte diese Tradition fort, obwohl bei der Führung Bedenken bestanden, ein zu starker Purismus könnte zur Rückständigkeit führen. Der Allgemeine Deutsche Sprachverein löste sich danach auf.
Im deutschsprachigen Raum denken manche Menschen bei dem Wort Sprachpurismus mitunter an die Sprachpolitik der Nationalsozialisten. Dabei wurde in einem Erlass vom 19. November 1940 „die künstliche Ersetzung längst ins Deutsche eingebürgerter Fremdworte“ ausdrücklich missbilligt. In „Mein Kampf“ schreibt Hitler:
„Wenn irgend etwas unvölkisch ist, dann ist es dieses Herumwerfen mit besonders altgermanischen Ausdrücken, die weder in die heutige Zeit passen noch etwas Bestimmtes vorstellen, sondern leicht dazu führen können, die Bedeutung einer Bewegung im äußeren Sprachschatz derselben zu sehen. Das ist ein wahrer Unfug, den man aber heute unzählige Male beobachten kann.“
Victor Klemperer beschreibt in seinem Buch LTI – Notizbuch eines Philologen überdies, dass in der Zeit des Nationalsozialismus gerade Fremdwörter zur Verschleierung verwendet wurden:
„Ein schön gelehrtes Signum, wie ja das Dritte Reich von Zeit zu Zeit den volltönenden Fremdausdruck liebte: ›Garant‹ klingt bedeutsamer als ›Bürge‹ und ›diffamieren‹ imposanter als ›schlechtmachen‹. (Vielleicht versteht es auch nicht jeder, und auf den wirkt es dann erst recht.)“

## Gegenwart
In der Gegenwart fühlt sich kaum jemand einem Sprachpurismus verpflichtet. Diese Bezeichnung ist heute ein Anachronismus. Die Bemühungen um fremdwortarmes Deutsch werden eher der Sprachkritik und Sprachpflege zugerechnet, der sich mehrere Sprachvereine widmen.
Sprachpflegevereine wenden sich gegen die (häufige) Verwendung von Anglizismen und ersetzen diese durch deutsche Wörter. Zu diesem Zweck werden auch Verdeutschungswörterbücher oder -listen angeboten. Als Ersetzungsbeispiel sei hier „Weltnetz“ für „Internet“ genannt, was vor allem in rechtsextremen Kreisen verbreitet war.
In der aktuellen Sprachentwicklung werden überwiegend die Originalwörter beibehalten („CD“, „Internet“), zum Teil kommt es zur Bildung von Scheinanglizismen („Handy“, „Oldtimer“, „Talkmaster“, „Happy End“), zum anderen verdrängen Anglizismen zuweilen vorhandene Bezeichnungen („CD-Player“ statt „CD-Spieler“); schließlich werden auch einige Wörter erfolgreich verdeutscht („herunterladen“ für engl. „download“).